# Wrisberg (Adelsgeschlecht)

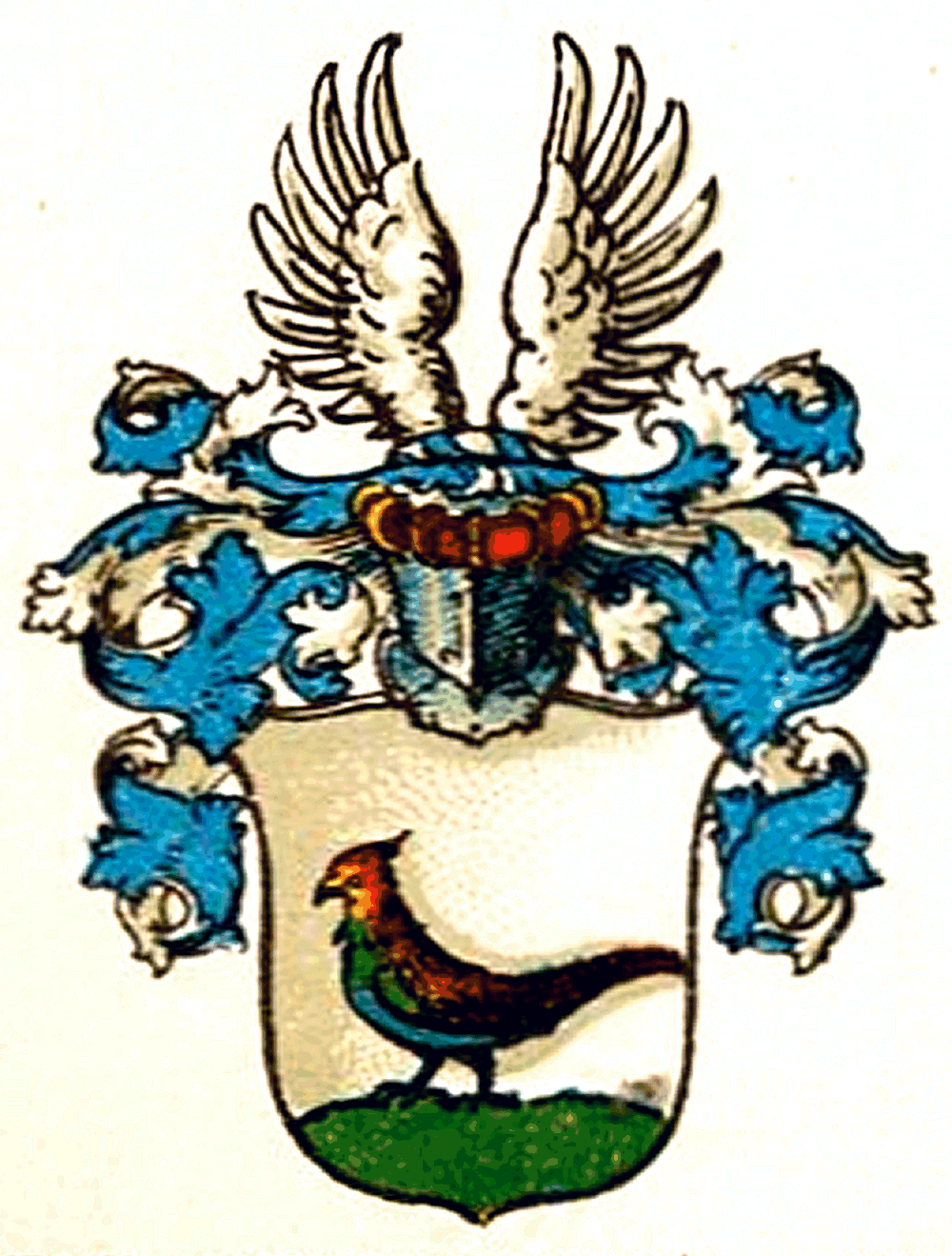
Wappen derer von Wrisberg

Wrisberg ist der Name eines niedersächsischen Uradelsgeschlechts mit dem Stammhaus Schloss Wrisbergholzen in der Gemeinde Sibbesse im Landkreis Hildesheim.

## Geschichte
Das Geschlecht erscheint erstmals urkundlich am 5. Juni 1355 mit Hermann Wristberg. Sein Sohn Hermann Wristberg wurde als Vasall des Bischofs von Hildesheim Gerhard vom Berge 1372 mit der Burg Winzenburg belehnt. Er erwarb 1393 von den Edelherren von Homburg die Vogtei Brunkensen. Vermutlich besaß das Wrisberger Geschlecht seit 1425 das Patronat über die St.-Martins-Kirche in Brunkensen.

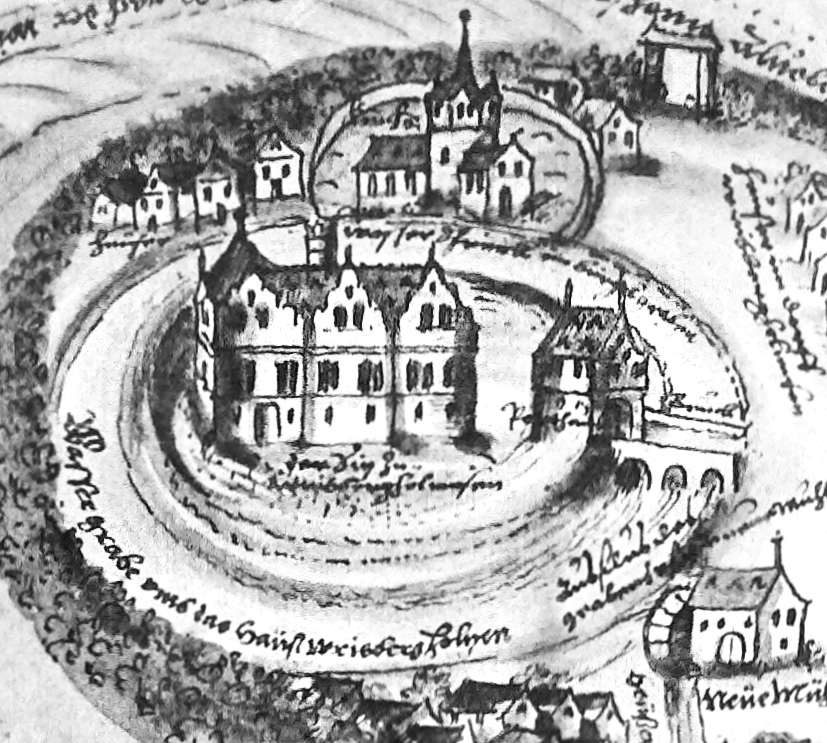
Burganlage Wrisbergholzen 1589

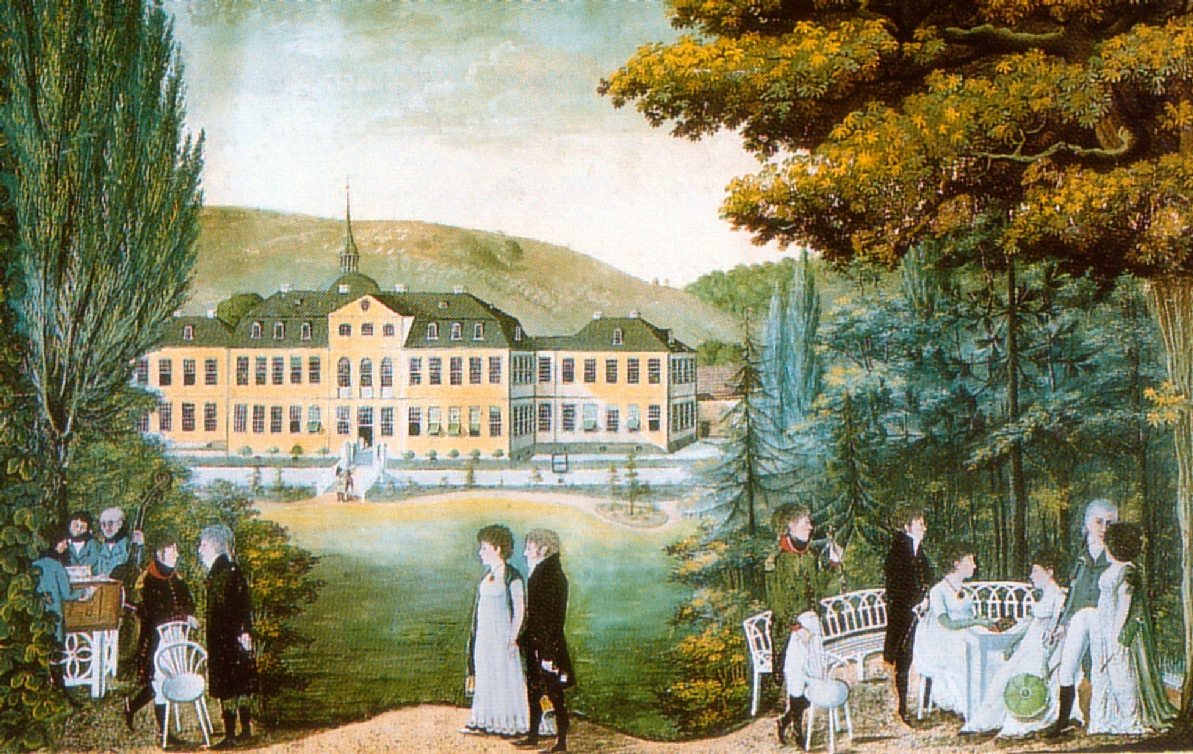
Schloss Wrisbergholzen, Gartenseite, 1810

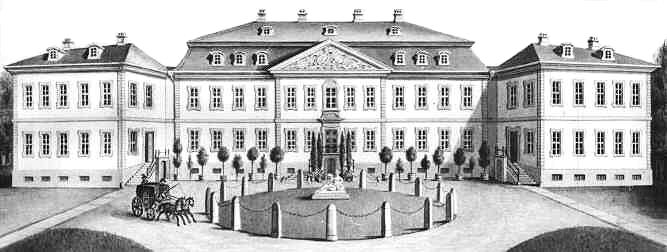
Schloss Wrisbergholzen, Ehrenhofseite, um 1850

Seit dem Mittelalter verfügte die Familie über Besitz im ehemals bischöflichen „curtis Holthusen“. Dort ließ sich Johann Rudolph von Wrisberg, Präsident des Oberappellationsgerichts Celle, in den Jahren 1740–1745 durch die Brüder Bütemeister aus Moringen das barocke Schloss Wrisbergholzen erbauen. Bauherr und Baumeister hatten 1736 am Ort schon die Fayencemanufaktur errichtet.
Karl Friedrich von Schlitz genannt von Görtz (1715–1750) heiratete 1737 Katharina Eva Sophie von Wrisberg (1721–1769), die Erbin von Schloss Wrisbergholzen mit Brunkensen, Wesseln und Irmenseul. Deren Enkel Plato, Werner und Moritz wurden 1817 zu „Grafen von Schlitz genannt von Görtz und von Wrisberg“ erhoben. Diese Linie, die 1840 das Rittergut Limmer dazu erwarb, nannte sich zumeist „von Goertz-Wrisberg“ und teilte sich in die Zweige Wrisbergholzen mit Rittmarshausen und Limmer (1986 im Mannesstamm erloschen, die Güter in weiblicher Linie weitervererbt) und Brunkensen (von Albrecht Graf von Görtz-Wrisberg verkauft).

## Wappen
Das Stammwappen zeigt in Silber auf grünem Hügel einen natürlichen Goldfasan. Auf dem Helm mit rot-silbernen (blau-silbernen) Helmdecken ein offener silberner Flug. Im Baltischen Wappenbuch werden zwei silberne Fasanenfedern als Helmzier dargestellt. In Spießens Wappenbuch des westfälischen Adels sind es zwei schwarze Fasanenfedern, die Helmdecken schwarz-silbern.

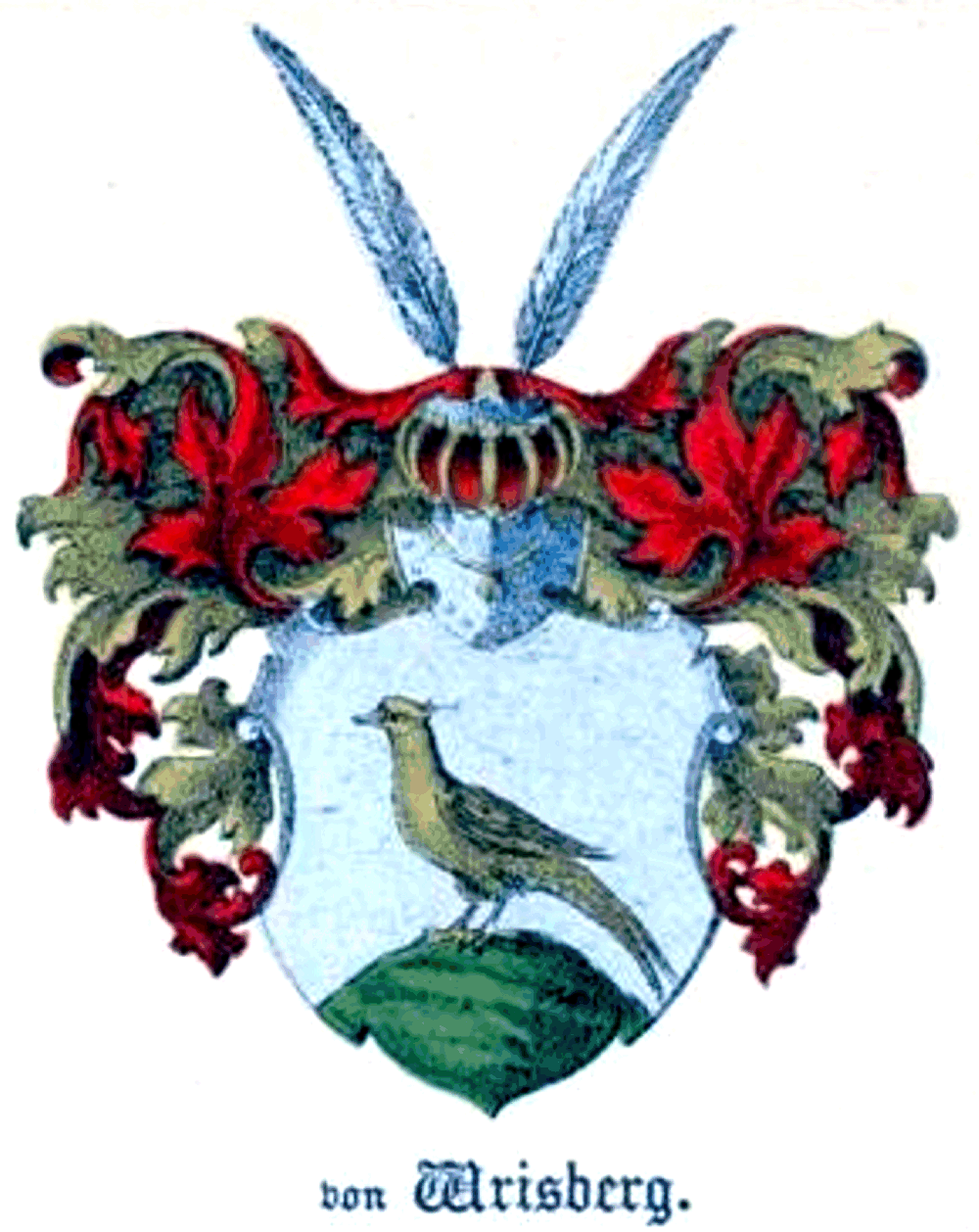
Wappen im Baltischen Wappenbuch von Klingspor
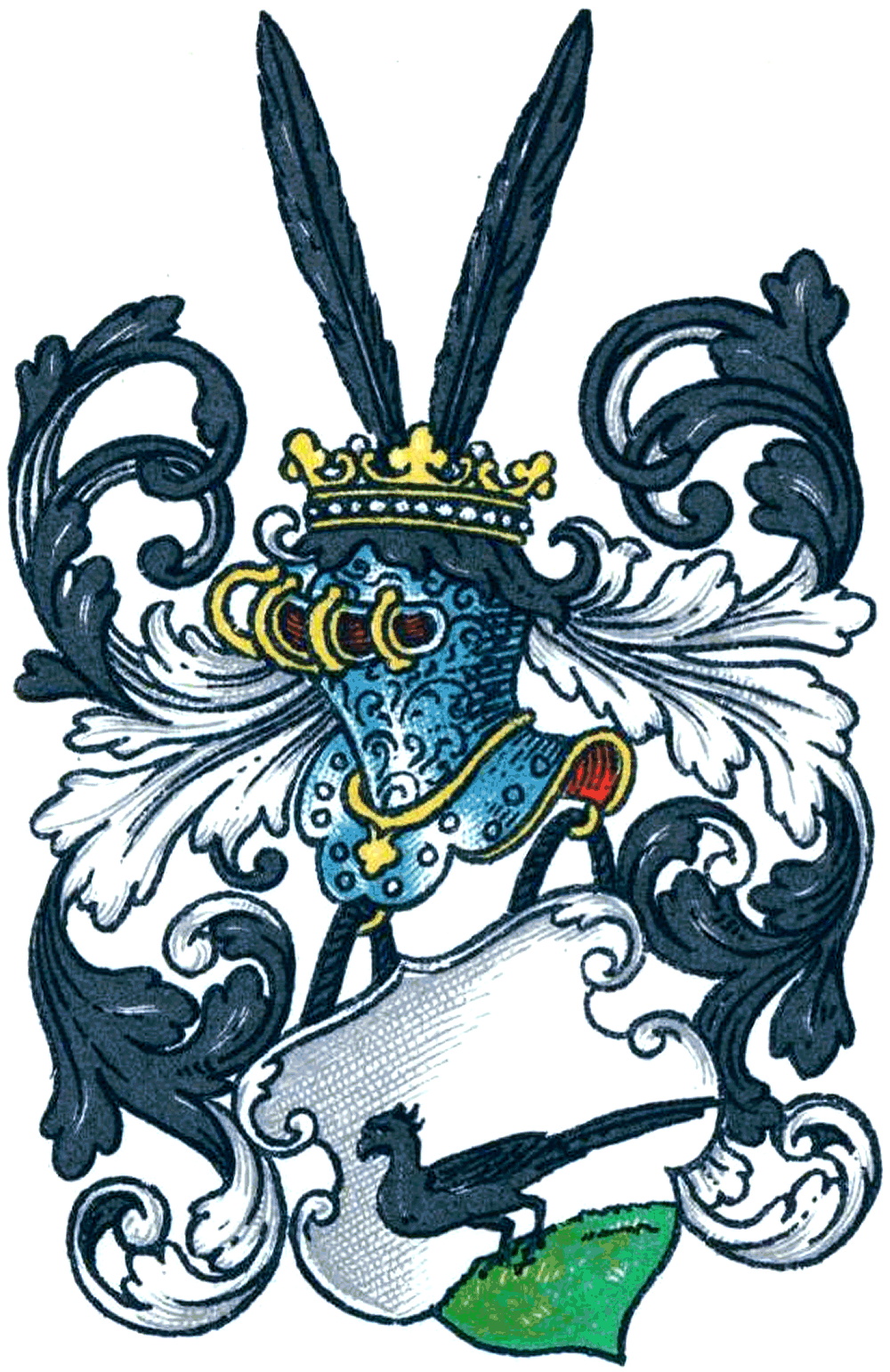
Wrisberg im Wappenbuch des Westfälischen Adels
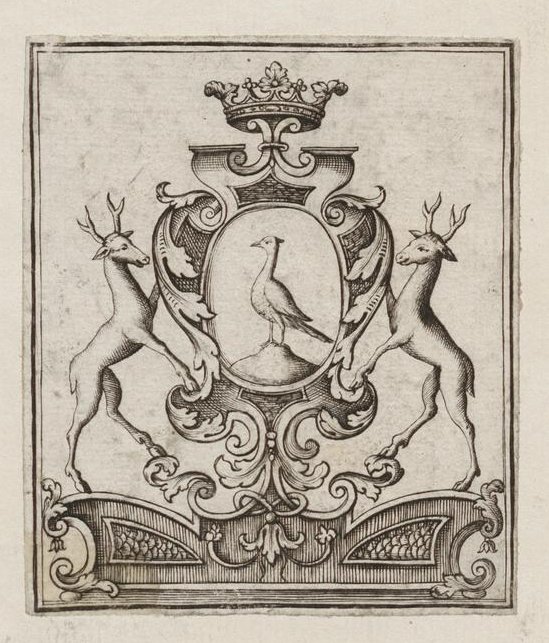
Wappen der Wrisberg als Ex-Libris
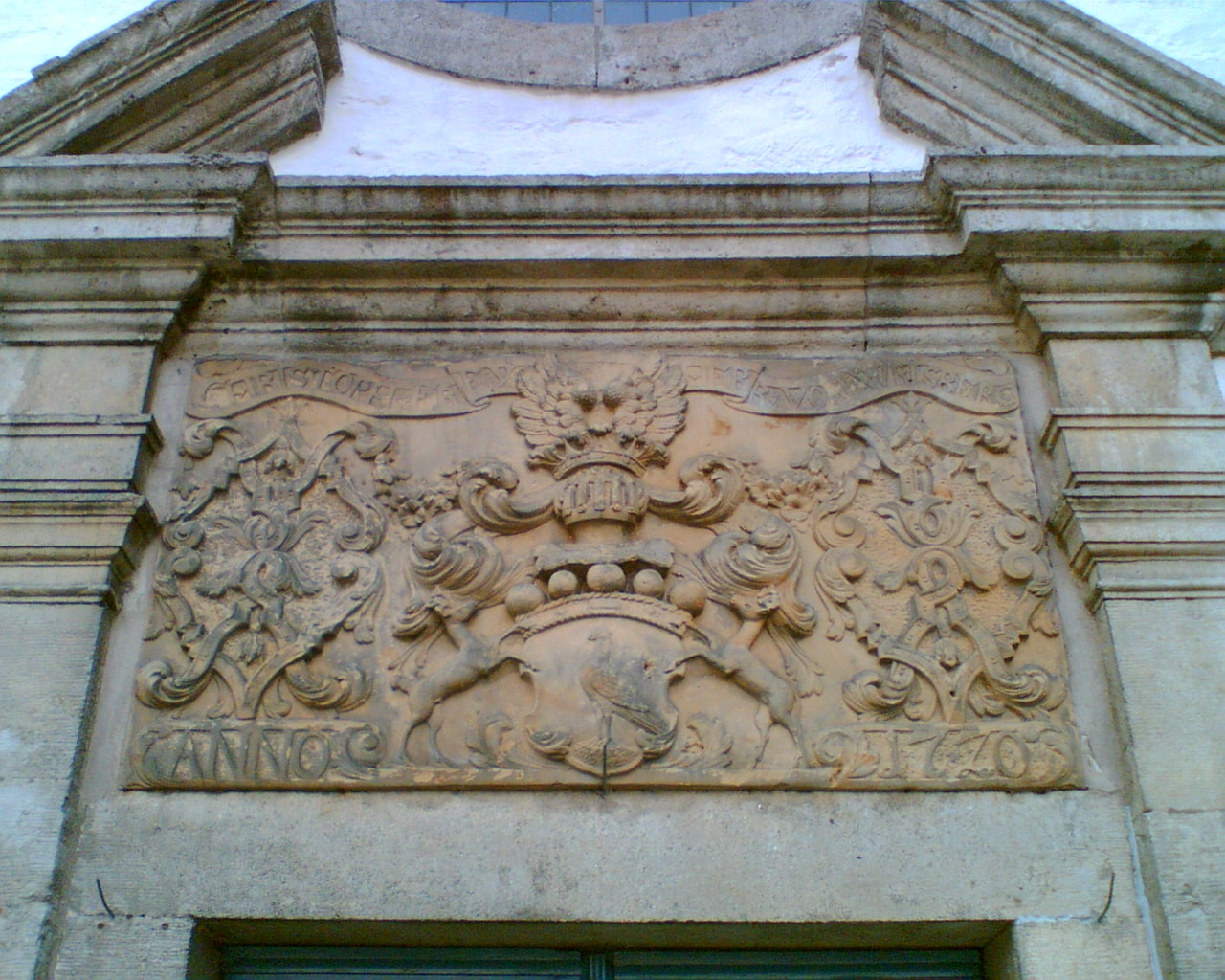
Wappen der Wrisberg auf dem Portal der St. Martinskirche in Brunkensen

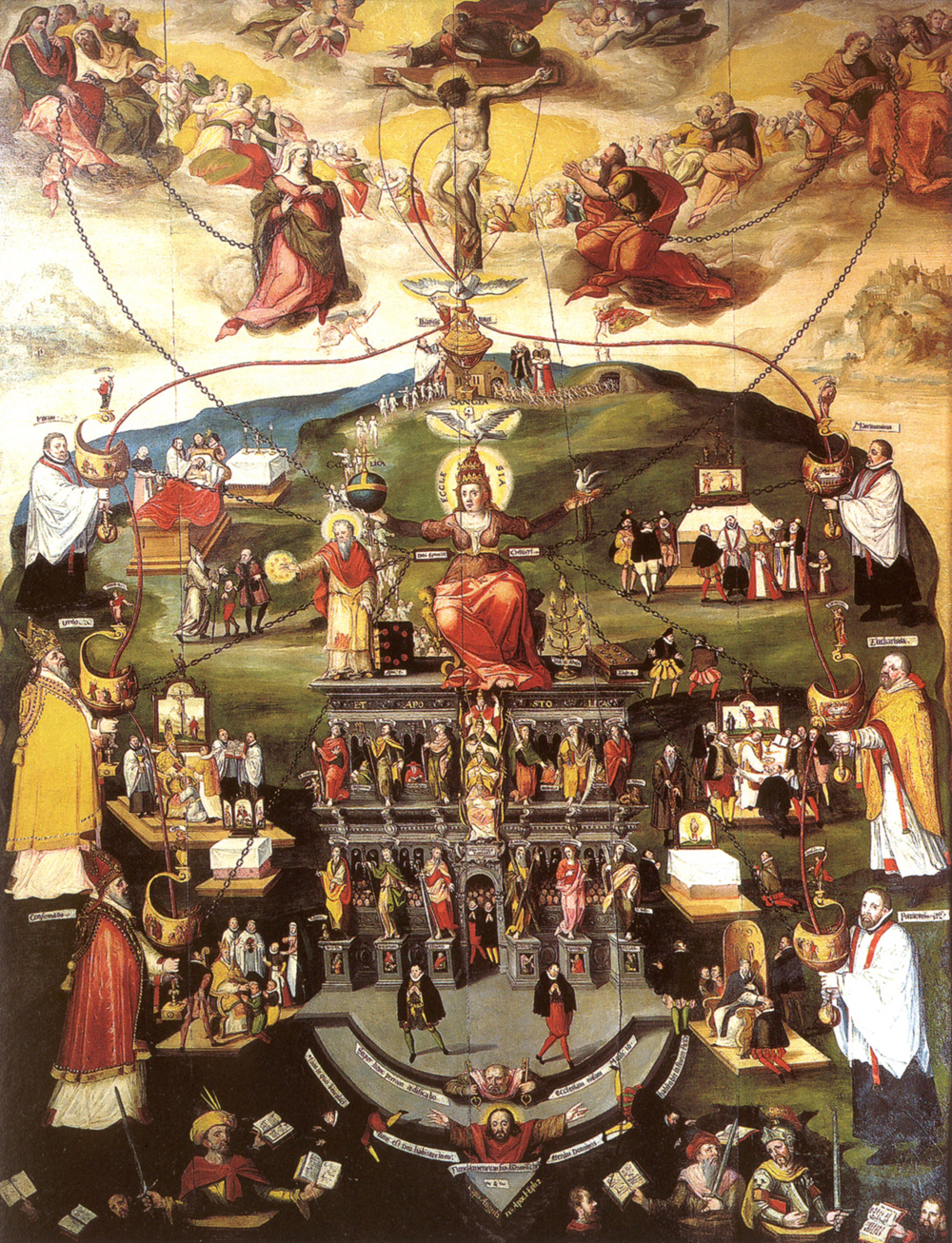
Wrisberg-Epitaph, 1585
(Ein Triptychon, das der Hildesheimer Künstler Johannes Hopffe als Epitaph für den Domherrn Ernst von Wrisberg schuf)

## Personen

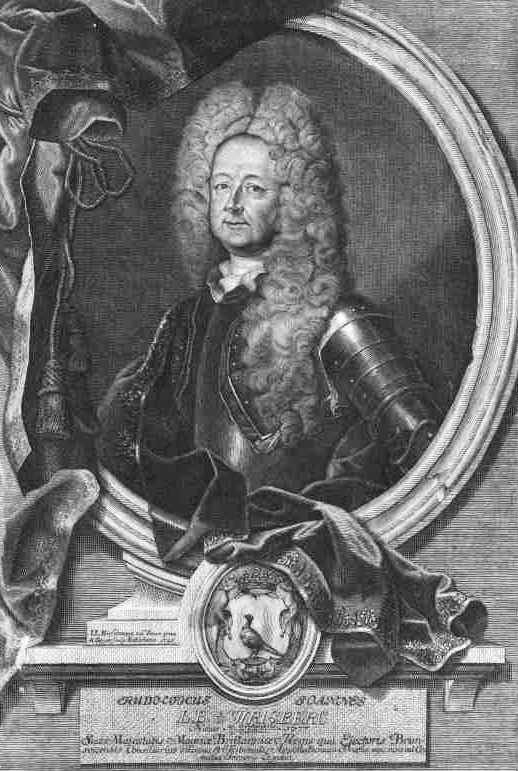
Rudolf Johann von Wrisberg

- Christoph von Wrisberg (1511–1580), kaiserlicher Obrist und Landsknechtsführer
- Ernst von Wrisberg, um 1585 Auftraggeber des Wrisberg-Epitaphs im Hildesheimer Dom
- Ernst von Wrisberg (1862–1927), preußischer Generalmajor und Direktor der Allgemeinen Preußischen Kriegsdepartements
- Johann von Wrisberg (1828–1914), preußischer Generalleutnant
- Johann Friedrich von Wrisberg (1783–1859), Amtmann in Mecklenburg-Schwerin
- Ludolph Friedrich von Wrisberg (1823–1894), deutscher Jurist, Beamter und Politiker (DkP)
- Rudolf Johann von Wrisberg (1677–1764), Jurist und Präsident des Oberappellationsgerichts Celle sowie Erbauer von Schloss Wrisbergholzen
- Alfred von Görtz-Wrisberg (1814–1868), deutscher Offizier und Politiker
- Albrecht Graf von Görtz-Wrisberg (1914–2006), deutscher Designer